# Zacisze (Charzykowy)
Zacisze – część wsi Charzykowy w Polsce, położona w województwie pomorskim, w powiecie chojnickim, w gminie Chojnice. Leży w zachodniej części Charzyków, nad Jeziorem Charzykowskim.
W latach 1950–1954 wraz z Charzykowami w granicach Chojnic.
W latach 1975–1998 miejscowość administracyjnie należała do województwa bydgoskiego.